# Tournefortia latisepala
Tournefortia latisepala är en strävbladig växtart som beskrevs av Nowicke. Tournefortia latisepala ingår i släktet Tournefortia och familjen strävbladiga växter. Inga underarter finns listade i Catalogue of Life.